# Fimbria fimbriata
Fimbria fimbriata is een tweekleppigensoort uit de familie Lucinidae. De wetenschappelijke naam werd gepubliceerd in 1758 door Carl Linnaeus in de tiende editie van Systema naturae.
Rechter en linker klep van hetzelfde exemplaar:

Rechter klep
Linker klep